# Jasper (Florida)
Jasper is een plaats (city) in de Amerikaanse staat Florida, en valt bestuurlijk gezien onder Hamilton County.

## Demografie
Bij de volkstelling in 2000 werd het aantal inwoners vastgesteld op 1780.
In 2006 is het aantal inwoners door het United States Census Bureau geschat op 1835, een stijging van 55 (3,1%).

## Geografie
Volgens het United States Census Bureau beslaat de plaats een oppervlakte van
5,1 km², geheel bestaande uit land. Jasper ligt op ongeveer 41 m boven zeeniveau.

## Plaatsen in de nabije omgeving
De onderstaande figuur toont nabijgelegen plaatsen in een straal van 40 km rond Jasper.